# 二上兵治

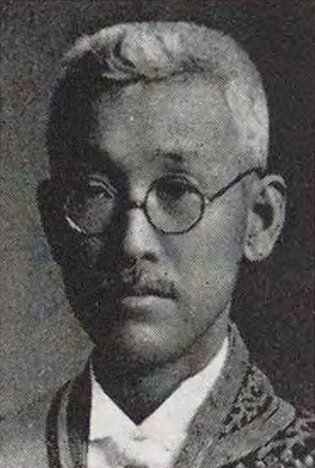
二上兵治

二上 兵治（ふたがみ ひょうじ / へいじ、1878年（明治11年）2月25日  - 1945年（昭和20年）11月19日）は、日本の官僚、政治家。枢密院書記官長、行政裁判所長官、貴族院議員、枢密顧問官等を歴任した。法学博士。

## 経歴
石川県射水郡高岡縄手中町（現富山県 高岡市）で、酒造業・二上兵太郎の長男として生まれる。富山県尋常中学校（現富山県立富山高等学校）、第四高等学校（首席）を経て、1904年（明治37年）7月11日、東京帝国大学法科大学法律学科（英法）を卒業、成績優秀のため銀時計を授与された。逓信省に入省し、同年11月、文官高等試験行政科試験に合格。
以後、東京郵便局郵便課長、逓信省通信局外信課長、同参事官兼逓信書記官・通信局外信課長、兼大臣官房秘書課長などを歴任。1911（明治44年）枢密院に転じ書記官に就任。兼枢密院議長秘書官などを経て、1916年（大正5年）10月から1934年（昭和9年）6月まで枢密院書記官長に在任。1924年（大正13年）1月17日、貴族院議員に勅選され、1939年（昭和14年）8月28日まで在任。1934年6月から1939年（昭和14年）4月まで行政裁判所長官を務め、さらに枢密顧問官を死去するまで務めた。

## 年譜
※「故枢密顧問官二上兵治外一名位階追陞の件」による。
- 1904年（明治37年）7月16日 - 任通信属、当分の内通信局勤務
- 1905年（明治38年）
  - 6月24日 - 任通信事務官・東京郵便局郵便課長兼軍事郵便課長
  - 6月26日 - 東京郵便局軍事郵便課長兼務
  - 12月1日 - 通信局外信課兼法規課勤務
- 1906年（明治39年）
  - 1月16日 - 通信局外信課長
  - 7月14日 - 兼任逓信省参事官
  - 10月20日 - 逓信省参事官兼逓信書記官・通信局外信課長
- 1908年（明治41年）
  - 2月12日 - 英仏独三国へ出張し、ポルトガル、リスボンで開催の万国電信会議に委員として出席を命ぜられた。
  - 2月22日 - 出発
  - 6月20日 - イタリア、オーストリア、ハンガリー、ロシアの各国へ出張を命ぜられた。
- 1909年（明治42年）2月9日 - 帰国
- 1910年（明治43年）
  - 4月1日 - 大臣官房文書課兼秘書課勤務
  - 9月3日 - 大臣官房秘書課長兼務
- 1911年（明治44年）6月19日 - 枢密院書記官
- 1913年（大正2年）4月15日 - 兼任枢密院議長秘書官
- 1914年（大正3年）
  - 8月29日 - 兼任高等捕獲審検所事務官
  - 10月2日 - 行政裁判所評定官
- 1915年（大正4年）
  - 3月11日 - 宮内省御用掛
  - 3月19日 - 兼任行政裁判所評定官
- 1916年（大正5年）
  - 10月13日 - 枢密院書記官長
  - 11月7日 - 帝室制度審議会委員
  - 12月1日 - 文官普通試験委員長
  - 12月6日 - 高等捕獲審検所検察官
- 1920年（大正9年）4月27日 - 法学博士授与
- 1922年（大正11年）2月3日 - 故議定官枢密院議長元帥陸軍大将公爵山縣有朋葬儀委員
- 1924年（大正13年）
  - 1月17日 - 貴族院議員
  - 1月22日 - 文官高等懲戒委員
  - 3月8日:臨時御歴代史実考査委員会委員
- 1926年（昭和元年）
  - 12月25日 - 大喪使事務官被仰付
  - 12月30日 - 長官官房勤務
- 1927年（昭和2年）
  - 2月4日 - 大正天皇霊柩供奉
  - 7月14日 - 大礼準備委員被仰付
  - 12月30日 - 大礼使参与官・長官官房勤務
- 1928年（昭和3年）
  - 10月29日 - 大礼行幸供（大礼使参与官）
  - 10月31日 - 特に親任官の待遇を賜わる。
- 1929年（昭和4年）5月13日 - 法制審議会委員
- 1934年（昭和9年）6月15日 - 行政裁判所長官（親任官）、文官普通分限委員会会長。
- 1939年（昭和14年）
  - 8月26日 - 枢密顧問官
  - 8月28日 - 貴族院議員辞任
  - 11月17日 - 民法改正調査委員
  - 12月6日 - 内閣、家事審判制度調査委員会委員
- 1941年（昭和16年）
  - 5月7日 - 内閣、文官制度委員会委員
  - 12月17日 - 高等捕獲審検所評定官

## 栄典
※「故枢密顧問官二上兵治外一名位階追陞の件」による。
位階
- 1905年（明治38年）7月20日 - 従七位
- 1907年（明治40年）2月12日 - 正七位
- 1909年（明治42年）3月20日 - 従六位
- 1911年（明治44年）8月10日 - 正六位
- 1913年（大正2年）9月30日 - 従五位
- 1914年（大正3年）10月20日 - 正五位
- 1919年（大正8年）3月10日 - 従四位
- 1924年（大正13年）3月15日 - 正四位[8]
- 1928年（昭和3年）11月6日 - 従三位
- 1933年（昭和8年）11月15日 - 正三位
- 1939年（昭和14年）9月15日 - 従二位
- 1945年（昭和20年）11月19日 - 正二位[9]

勲章等
- 1906年（明治39年）4月1日 - 勲六等単光旭日章（明治三十七八年事件の功）
- 1911年（明治44年）12月26日 - 勲五等瑞宝章
- 1914年（大正3年）3月27日 - 双光旭日章
- 1915年（大正4年）
  - 11月1日 - 勲四等瑞宝章[10]
  - 11月10日 - 大礼記念章（大正）
- 1916年（大正5年）4月1日
  - 旭日小綬章（大正三四年事件の功）
  - 大正三四年従軍記章
- 1919年（大正8年）3月19日 - 勲三等瑞宝章
- 1920年（大正9年）9月7日
  - 勲二等瑞宝章（対独平和条約等締結並に大正四年乃至九年事件の功）
  - 大正三年乃至九年戦役従軍記章
- 1926年（大正15年）10月28日 - 勲一等瑞宝章（帝室制度審議会委員及御歴代史実考査委員会委員の功）
- 1931年（昭和6年）3月20日 - 帝都復興記念章授与[11]
- 1934年（昭和9年）4月29日 - 旭日大綬章（昭和六年乃至九年事変に於ける功）
- 1940年（昭和15年）8月15日 - 紀元二千六百年祝典記念章[12]

外国勲章等佩用允許
- 1909年（明治42年）3月11日 - ポルトガル王国：ヴィラ・ヴィソーザ無原罪の聖母騎士団勲章
- 1912年（明治45年）1月31日 - 大清帝国：二等第三双竜宝星
- 1913年（大正2年）1月22日 - フランス共和国：レジオンドヌール勲章ジュヴァリエ
- 1927年（昭和2年）12月15日 - フィンランド国：白薔薇勲章グランクロア
- 1934年（昭和9年）3月1日 - 満州帝国：建国功労章
- 1941年（昭和16年）12月9日 - 満州帝国：建国神廟創建紀念章

## 親族
- 娘婿 湯河元威・林敬三・草鹿浅之介・石坂修一・矢野外生（農林省官吏）[2]